# Love Shuffle
《交換戀人》是日本TBS於2009年1月16日至3月20日每週星期五22:00～22:54（日本時間）播出的電視連續劇，由玉木宏主演。

## 登場人物

### 主要人物
- 宇佐美啟（29） - 玉木宏 饰演（香港配音：黃啟昌）

IT企業課長(→部長)。
Love Shuffle對象：玲子→海里→愛瑠→芽衣
最後和愛瑠在一起
- 逢澤愛瑠（25） - 香里奈 饰演（香港配音：陳凱婷）

翻譯員。
Love Shuffle對象：旺次郎→正人→啟→諭吉
最後和啟在一起。
- 世良旺次郎（26） - 松田翔太 饰演（香港配音：李致林）

攝影師。
討厭幽靈。
最後和海里在一起。
Love Shuffle對象：愛瑠→芽衣→海里→玲子
- 大石諭吉（29） - DAIGO 饰演（香港配音：伍博民）

Love Shuffle對象：海里→玲子→芽衣→愛瑠
最後和芽衣結婚。
- 早川海里（19→20） - 吉高由里子 饰演（香港配音：黃紫嫻）

美術家，父親經營畫廊。
有"想死"的想法，是菊田正人的病患。
最後和旺次郎在一起。
Love Shuffle對象：諭吉→啟→旺次郎→正人
- 上條玲子（34） - 小島聖 饰演（香港配音：朱妙蘭）

人妻，和旺次郎有不倫關係。
Love Shuffle對象：啟→諭吉→正人→旺次郎
- 香川芽衣（25） - 貫地谷栞 饰演（香港配音：劉惠雲）

啟待的公司社長的女兒。
最後和諭吉結婚。
Love Shuffle對象：正人→旺次郎→諭吉→啟
- 菊田正人（32） - 谷原章介 饰演（香港配音：翟耀輝）

心理醫生。
Love Shuffle對象：芽衣→愛瑠→玲子→海里

### 其他
- 香川浩介 - 野村祐人 饰演（第1話、第3話～第6話、第9話）（香港配音：陳欣）
- 早川毅 - 美木良介 饰演（第3話、第7話）（香港配音：陳永信）
- 電玩中心工作人員 - 蒲生純一 饰演（第3話）（香港配音：關令翹）
- 瀧川陽治 - 大東俊介 饰演（第4話）（香港配音：陳廷軒）
- 上條裕也 - 尾美利德 饰演（第6話）（香港配音：招世亮）
- 龜井五郎 - 袴田吉彦 饰演（第7話～第9話）（香港配音：李錦綸）
- 龜井美惠 - 梅宮萬紗子 饰演（第9話）

## 製作人員
- 腳本 - 野島伸司
- 製作 - 伊藤一尋
- 演出 - 土井裕泰、山室大輔、坪井敏雄
- 音樂 - 神坂享輔、MAYUKO、井筒昭雄
- 製作著作 - TBS

## 劇情概要
剛遷進公寓頂層的宇佐美啟是個上班族。憑著跟大老闆女兒相戀的關係在公司扶搖直上，但能力上根本不能應付。同層另外三個單位，住的分別是玩世不恭的攝影師世良旺次郎、當翻譯工作的逢澤愛瑠和醫生菊田正人。四人剛好被困在升降機中，結果友好起來。宇佐美的感情並未順利，工作以外，女友香川芽衣推卻求婚。菊田突然提出「交換戀人」的計劃，四人各帶一異性再行交換「試愛」，希望各人可以找到或了解自己的最愛。宇佐美本來極度抗拒，但誰知事情被芽衣知道後堅持加入。結果為證明自己是最適合芽衣的人，宇佐美被迫加入。
旺次郎帶來願意參與的是香艷美女上条玲子。
愛瑠的男朋友是死纏爛打但自悲但又自以為有錢可解決所有問題的大石諭吉。菊田帶來的則是天才畫壇明日之星早川海里。海里自稱見到死神，從死神得到靈感創作，但20歲生日後一定要死。
結果宇佐美跟諭吉結成同樣悲觀的組合「失運孖寶」，
玲子原來是有夫之婦，後來公佈懷孕的消息，但被丈夫發現她與四人相好，旺次郎則被海里吸引。
隨著海里20歲生日將至，雖然海里答應旺次郎不再尋死，但實際上生日翌日便失蹤，
諭吉發覺芽衣感興趣的人是自己，宇佐美決定辭職競選議員，
愛瑠在外面結識了其他男子但好像忘不了某個人。

## 播放日期、副題及收視率
| 集數                                                                               | 播放日期      | 副題                       | 導演     | 收視率 |
| ---------------------------------------------------------------------------------- | ------------- | -------------------------- | -------- | ------ |
| 第1話                                                                              | 2009年1月16日 | 恋人交換する?              | 土井裕泰 | 10.0%  |
| 第2話                                                                              | 2009年1月23日 | 運命の人は一人だけですか?  | 土井裕泰 | 10.7%  |
| 第3話                                                                              | 2009年1月30日 | 愛情なのか友情なのか       | 山室大輔 | 8.2%   |
| 第4話                                                                              | 2009年2月6日  | 君を守るのは僕だ           | 山室大輔 | 9.6%   |
| 第5話                                                                              | 2009年2月13日 | 僕の就職とプールの告白     | 土井裕泰 | 8.9%   |
| 第6話                                                                              | 2009年2月20日 | 元カノに似てるのは君なんだ | 坪井敏雄 | 8.3%   |
| 第7話                                                                              | 2009年2月27日 | 満月の夜の告白             | 土井裕泰 | 7.6%   |
| 第8話                                                                              | 2009年3月6日  | キスは突然炎のごとく       | 坪井敏雄 | 7.5%   |
| 第9話                                                                              | 2009年3月13日 | 愛の裏返しは孤独だった     | 山室大輔 | 7.0%   |
| 第10話 （大结局）                                                                  | 2009年3月20日 | 運命の人にめぐり逢うために | 土井裕泰 | 10.1%  |
| 平均8.79%（收視率來自對關東地區的調查） 红色数据为最高收视率，蓝色数据为最低收视率 |               |                            |          |        |

## 音乐
- 主題曲 - 「Fantasy」，Earth, Wind & Fire作品
- 插曲 - 「ETERNAL FLAME」，The Bangles作品

## 作品的變遷
| TBS系列 金曜劇場                           | TBS系列 金曜劇場                      | TBS系列 金曜劇場 |
| ------------------------------------------ | ------------------------------------- | ---------------- |
|                                            | (2009年1月16日 - 2009年3月20日)       |                  |
| 流星之絆 (2008年10月17日 - 2008年12月19日) | Smile (2009年4月17日 - 2009年6月26日) |                  |

| 臺灣 緯來日本台 一番偶像劇 週一至週五晚間十一點 | 臺灣 緯來日本台 一番偶像劇 週一至週五晚間十一點 | 臺灣 緯來日本台 一番偶像劇 週一至週五晚間十一點 |
| ----------------------------------------------- | ----------------------------------------------- | ----------------------------------------------- |
|                                                 | （2010.1.11 - 2010.1.22）                       |                                                 |
| 人妻的遊戲 （2009.12.25 - 2010.1.8）            | 腦科學先生 （2010.1.25 - 2010.2.4）             |                                                 |

| 無綫電視J2台 週六晚上時段 20:55至21:50      | 無綫電視J2台 週六晚上時段 20:55至21:50 | 無綫電視J2台 週六晚上時段 20:55至21:50 |
| ------------------------------------------- | -------------------------------------- | -------------------------------------- |
|                                             | （2010.6.12 - 2010.8.14）              |                                        |
| 零秒出手 （2010.4.3 - 2010.6.5）            | 東京DOGS （2010.8.21 - 2010.10.23 ）   |                                        |
| 無綫電視高清翡翠台 早上劇集時段 09:00-10:50 |                                        |                                        |
| 冰之驕子Pride （2011.4.3 - 2011.5.8）       | （2011.5.15 - 2011.6.12）              | Spotlight （2011.6.19 - 2011.8.14 ）   |

## 外部連結
- TBS金曜劇場《Love Shuffle》官方網站 （页面存档备份，存于）
- TVB《愛·洗牌》官方網站 （页面存档备份，存于）